# Ampelasia schausialis
Ampelasia schausialis är en fjärilsart som beskrevs av Paul Dognin 1914. Ampelasia schausialis ingår i släktet Ampelasia och familjen nattflyn. Inga underarter finns listade i Catalogue of Life.